# Bouée météorologique

Divers types de bouées météorologiques aux États-Unis

Une bouée météorologique est une bouée équipée de systèmes permettant la mesure de paramètres météorologiques et océanographiques, ainsi que la transmission de ces données à terre par liaison radio VHF ou par satellite (système Argos par exemple). Les bouées météorologiques mesurent principalement : la pression atmosphérique, la vitesse et la direction du vent, la température de l'air et de la mer, l'humidité de l'air, ainsi que la période, la hauteur et la direction des vagues.
Elles peuvent être soit dérivantes, c'est-à-dire libres de se déplacer au gré des vents et des courants, soit ancrées par des fonds pouvant atteindre 6 000 mètres de profondeur. Les bouées dérivantes sont de petite taille et pèsent entre 25 et 100 kg. Les bouées ancrées peuvent peser jusqu'à plusieurs dizaines de tonnes. Bouées ancrées et bouées dérivantes sont deux composantes du système d’observation en mer qui ont des capacités et objectifs différents. Leurs seuls points communs sont le fait de flotter à la surface de l’océan, d’effectuer des mesures toutes les heures et de transmettre les données par satellite.

## Bouées dérivantes
Les bouées dérivantes sont apparues pour la première fois vers la fin des années 1970 dans le cadre de la Première Expérience Mondiale du GARP (PEMG). Elles bénéficiaient alors du tout nouveau système Argos permettant de les localiser et de transmettre leurs données à terre. Elles mesuraient déjà la température de surface de la mer ainsi que la pression atmosphérique. Elles pesaient environ 100 kg pour 2,5 mètres de long et 0,90 mètre de diamètre.

### Le flotteur SVP et ses dérivés
Aujourd’hui, les bouées dérivantes opérationnelles sont des sphères de 35 à 40 cm de diamètre, munies d'une ancre flottante de 6 à 7 mètres de long et d'un mètre de diamètre, centrée à 15 mètres de profondeur. Ces bouées, dites SVP (Surface Velocity Programme), pèsent environ 25 kg et participent depuis près de 20 ans au Global Drifter Programme (GDP) du Data Buoy Cooperation Panel (DBCP). Le GDP est la première composante du programme global d’observation de l’océan (GOOS) à avoir atteint son objectif. Depuis fin 2005, plus de 1 250 bouées mesurant en permanence la température de surface de la mer et le courant grâce à leur déplacement, sont en opération en permanence. L’objectif est maintenant d’équiper toutes ces bouées d’un baromètre. Près de six cents seulement le sont aujourd’hui (version SVP-B).
La mise en œuvre de ces bouées est rendu aisée grâce à leur faible poids et leur faible encombrement. Elles peuvent être confiées à des navires d’opportunité tels que navires de commerce, chalutiers, etc. Leur autonomie varie en moyenne entre 12 et 24 mois et elles ne sont pas récupérées en fin de vie. La transmission des données de la plupart des bouées dérivantes utilise toujours le système Argos mais l’utilisation d’Iridium est prometteuse et se développe rapidement.
Le flotteur SVP-B répond parfaitement aux besoins de la prévision numérique du temps. Il fournit de bonnes mesures de pression atmosphérique à la surface de la mer à un coût raisonnable. Les mesures de température de la mer effectuées par les bouées dérivantes sont très utiles pour étalonner les mesures effectuées par satellite. Elles permettent notamment de corriger l’atténuation du signal due à l’atmosphère. Grâce à leur déplacement, les flotteurs SVP permettent de mesurer le courant de surface. Cette donnée sert notamment à valider les modèles d’analyse et de prévision de la circulation océanique basés sur des observations satellitaires (altimétrie).
Le flotteur SVP-B commence à être utilisé aussi dans l’Arctique. Déposé sur la banquise, il indique le
déplacement de celle-ci et fournit des données de pression atmosphérique dans une région qui était
particulièrement dépourvue jusqu’à présent. La bouée SVP se décline en d’autres versions pour d’autres applications. Le flotteur SVP-BW est capable, par exemple, de mesurer le vent grâce à une méthode acoustique sous-marine (technique
WOTAN). Le flotteur SVP-BS mesure la salinité en surface et est utilisé pour valider les mesures de ce paramètres effectuées par le satellite SMOS. Les bouées SVP-BT mesurent, quant à elles, la température de la mer à différents niveaux jusqu’à une profondeur de 60 à 80 mètres sous la surface.

### Autres bouées dérivantes
D’autres bouées, plus complexes, s’apparentant plus, extérieurement, aux bouées de la PEMG, servent aux campagnes de mesures océanographiques. Il s’agit par exemple des bouées Marisonde de Météo-France. Leurs mesures sont plus précises que celles des flotteurs SVP, ou plus profondes pour ce qui concerne les températures en profondeur.

## Bouées ancrées

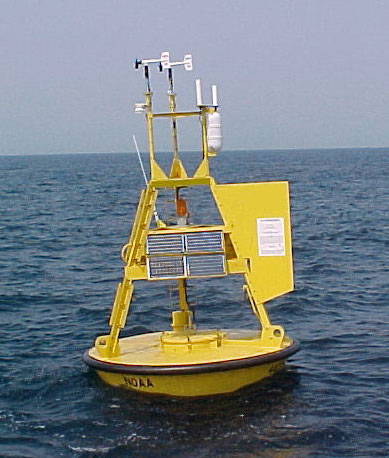
Bouée météorologique ancrée de 3 mètres de diamètre utilisée par l'agence météorologique américaine

Historiquement, les bouées ancrées sont plus anciennes. Elles sont aussi de tailles et de formes plus variées. Certaines pèsent jusqu’à 90 tonnes. Certaines bouées ancrées sont spécialisées dans un type de mesure : les houlographes par exemple. D’autres le sont moins : bouées du programme TAO, bouées NOMAD et 3 mètres disque de la NOAA, bouées européennes K-Pattern et SeaWatch,,,. Les bouées K-pattern, par exemple, mesurent la pression atmosphérique et sa tendance sur 3 heures, le vent en vitesse et direction, la température de l’air et de la mer en surface, l’humidité et les vagues (hauteur significative et période, plus spectre omnidirectionnel pour 4 bouées françaises).
À la différence des bouées dérivantes, il n’existe pas à proprement parler de programme international pour les bouées ancrées si l’on excepte le réseau mondial de bouées ancrées tropicales (GTMBA - réseaux TAO, PIRATA et RAMA). Les programmes de bouées ancrées sont la plupart du temps des programmes nationaux ou des juxtapositions de programmes nationaux comme dans le programme E-SURFMAR. Quelques coopérations bilatérales existent. C'est le cas entre Météo-France et le Met Office (service météorologique du Royaume-Uni) pour les bouées Brittany et Gascogne.
Les coûts d’équipement et de mise en œuvre des bouées ancrées sont très élevés. Le mouillage d’une bouée ancrée nécessite des moyens lourds (navires spécialisés) et coûteux. Les objectifs des bouées ancrées sont différents de ceux des bouées dérivantes. Occupant des points fixes, les bouées ancrées servent à la climatologie. Leurs mesures de vent et de vagues sont plus précises que celles des navires. Elles servent à valider et étalonner les données satellitaires. Leurs mesures, plus complètes donnent aussi un aperçu des conditions météorologiques qui règnent en mer. Elles servent ainsi aux prévisions météorologiques en général et à la prévision marine en particulier.
Sur bouées ancrées, les systèmes de transmission possibles sont plus nombreux que sur bouées dérivantes. Meteosat et Inmarsat sont couramment utilisés mais Iridium devrait être amené aussi à se développer pour ces bouées.

## Saildrone

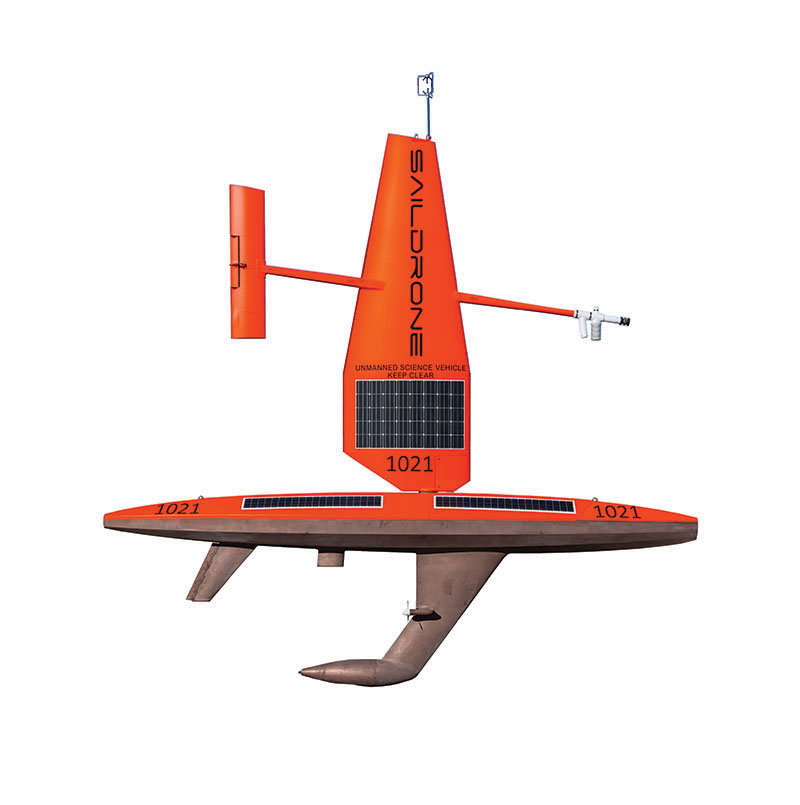
Un véhicule de surface sans pilote (USV) Saildrone Explorer de 7 mètres.

Un Saildrone, inventé par Richard Jenkins, ingénieur et aventurier britannique, réalisé en partenariat avec Sébastien de Halleux, est un type de véhicule de surface sans pilote utilisé principalement dans les océans pour la collecte de données et agissant donc comme une bouée mobile. Les Saildrones fonctionnent à l'énergie éolienne et solaire, transportant une série de capteurs scientifiques et d'instruments de navigation. Ils peuvent suivre un ensemble de points de cheminement prescrits à distance.
Ces drones ont été utilisés par des scientifiques et des organisations de recherche comme la National Oceanic and Atmospheric Administration (NOAA) pour étudier l'écosystème marin, les pêcheries et la météo océanique, :
- en janvier 2019, une petite flotte de Saildrones a été lancée pour tenter la première circumnavigation autonome de l'Antarctique[14]. L'un d'eux a terminé la mission, parcourant 20 100 km au cours du voyage de sept mois tout en collectant un ensemble de données détaillées à l'aide d'instruments de surveillance environnementale embarqués[15] ;
- en août 2019, le SD 1021 a effectué la traversée de l'Atlantique sans pilote la plus rapide des Bermudes au Royaume-Uni et en octobre, il a effectué le voyage de retour pour devenir le premier véhicule autonome à traverser l'Atlantique dans les deux sens[16],[17] ;
- en septembre 2021, Saildrone et la NOAA ont obtenu une vidéo et des données météo de l'intérieur de l'ouragan Sam, capturées par un Saildrone Explorer modifié[18].
- en juin 2025, quatre Saildrone Voyager sont utilisés par les forces armées du Danemark pour surveiller la mer du Nord ; ils sont notamment équipés de caméras, de sonar et de capteurs acoustiques[19].